# 永宮寺 (あわら市)
永宮寺（えいぐうじ）は、福井県あわら市にある浄土真宗東本願寺派の寺院。山号は金津山。

## 概要
あわら市市姫の住宅街に位置する浄土真宗の布教に尽くした蓮如にゆかりのある寺。同寺では蓮如を偲ぶ蓮如忌の際には、真宗大谷派とは別に吉崎への御影道中を行っている、大谷家所有の御影が到着し、法要が営まれる寺院として知られている。
檀家は約300人。宗教法人としては異例の経営破綻をした寺院でもある。2018年12月に宗教法人格を再取得した。（詳細は後述）

## 沿革
相川永宮寺系の僧侶・教恵が開基。寛永7年（1630年）に現在地に移転している。1953年には宗教法人化を行った。

## 経営破綻
2010年7月26日に福井地裁より第三者破産申立てにより破産開始決定が命じられた。実質的には経営破綻をしたと言うことになる。宗教法人が経営破綻するのは異例で前代未聞のことであったため、全国紙にも記事が掲載された。負債額は約4億円とされている。同寺は2005年の秋に、5000基もの遺骨を納骨できるシステムと自動輸送システムやコンピュータを導入した納骨堂『はちす陵苑』を設立したものの、約60基しか売れず、経営に行き詰り、経営破綻に至った。訴訟をおこしたのは建設にあたった兼六建設（本社金沢市）で既に所有権を他社に売却していた。寺院の破産は前代未聞であり、福井県の担当者や東本願寺の関係者も過去にこんなことはないと断言している。

## 周辺施設
- 天理教北之福分教会
- 金津キリスト福音教会
- 金津図書館

## アクセス
北陸新幹線・ハピラインふくい線 芦原温泉駅より徒歩10分、あわら市役所より徒歩8分。金津インターチェンジからは車で20分程度。